# Granadai kolostor
A granadai kolostor a spanyolországi Granada kiemelkedő műemléke.

## Története
A granadai kolostor (spanyolul Monasterio de la Cartuja, röviden La Cartuja )  a Camino de la Alfacaron található. 1506-ban alapította a karthauzi szerzetesek rendje. A munka védnöke vagy támogatója Gonzalo Fernández de Córdoba volt, aki a kolostor építéséhez saját gyümölcsöseit adományozta, azzal a céllal, hogy a kolostor falai között temessék el a szerzetesek imáinak védelme alatt.
A platereszk stílusú kolostor és templom 1515 és 1642 kötött épült. Homlokzata Juan Garcia de Prades alkotása.
Ma a kolostor a karthauzi szerzetesek rendjéhez, illetve közvetlenül a Granadai Egyházmegyéhez tartozik.

## Az épület
Az épület  jellegzetessége a platereszk díszítésű ajtó, amelyen keresztül az épületbe lépünk. Belül, a főudvaron való átkelés után az egyhajós templom található.  A Sancta Santorum  kápolna az andalúz barokk szép példája. A refektóriummal és a gótikus stílusú káptalan-teremmel együtt a 16. és 18. század között épültek.
A templom főoltára churriguereszk stílusú. A rajta elhelyezett Szent Brúnó szobrot állítólag Alonso Cano faragta. 
A későbarokk sekrestye 1727 és 1764 között épült.

### Híres festmények és szobrok
Különösen figyelemre méltóak a különböző képek, vásznak és oltárképek, amelyek az egyes termeket díszítik: Juan Sánchez Cotán festményei, José Risueño szobrai és José Manuel Vázquez intarziás bútorai.

## Képgaléria

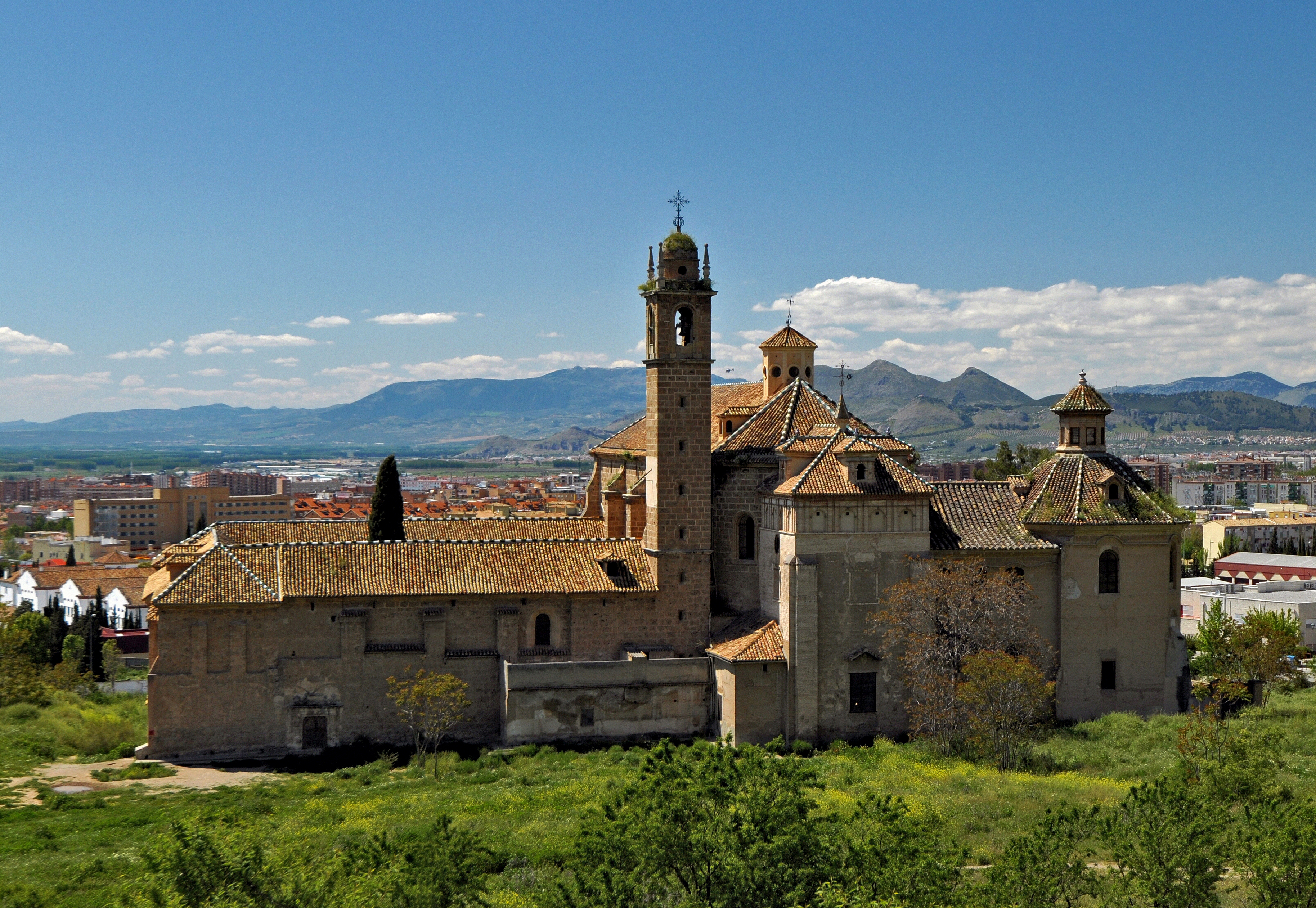
Az épület keletről
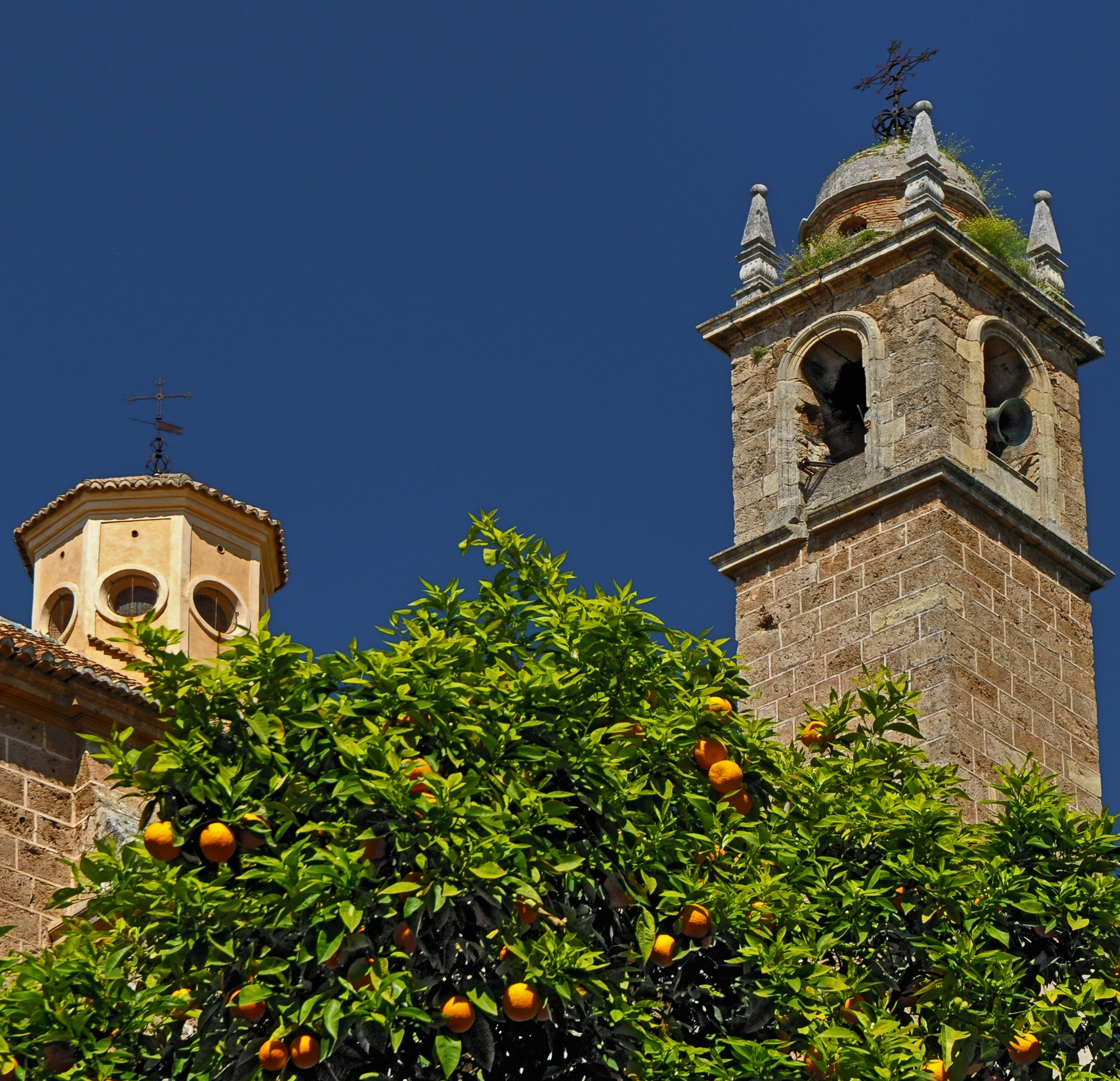
A patio
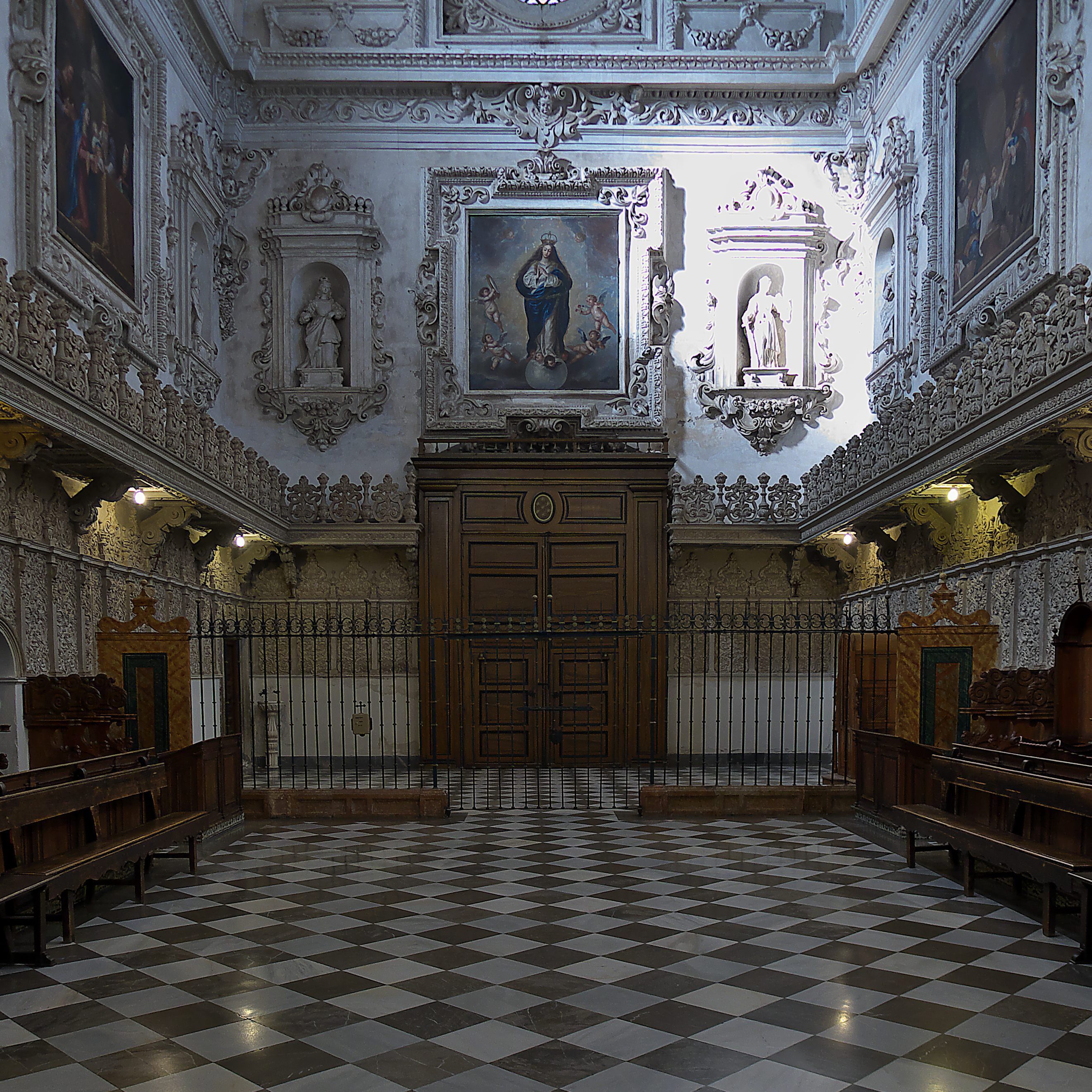
A kórus
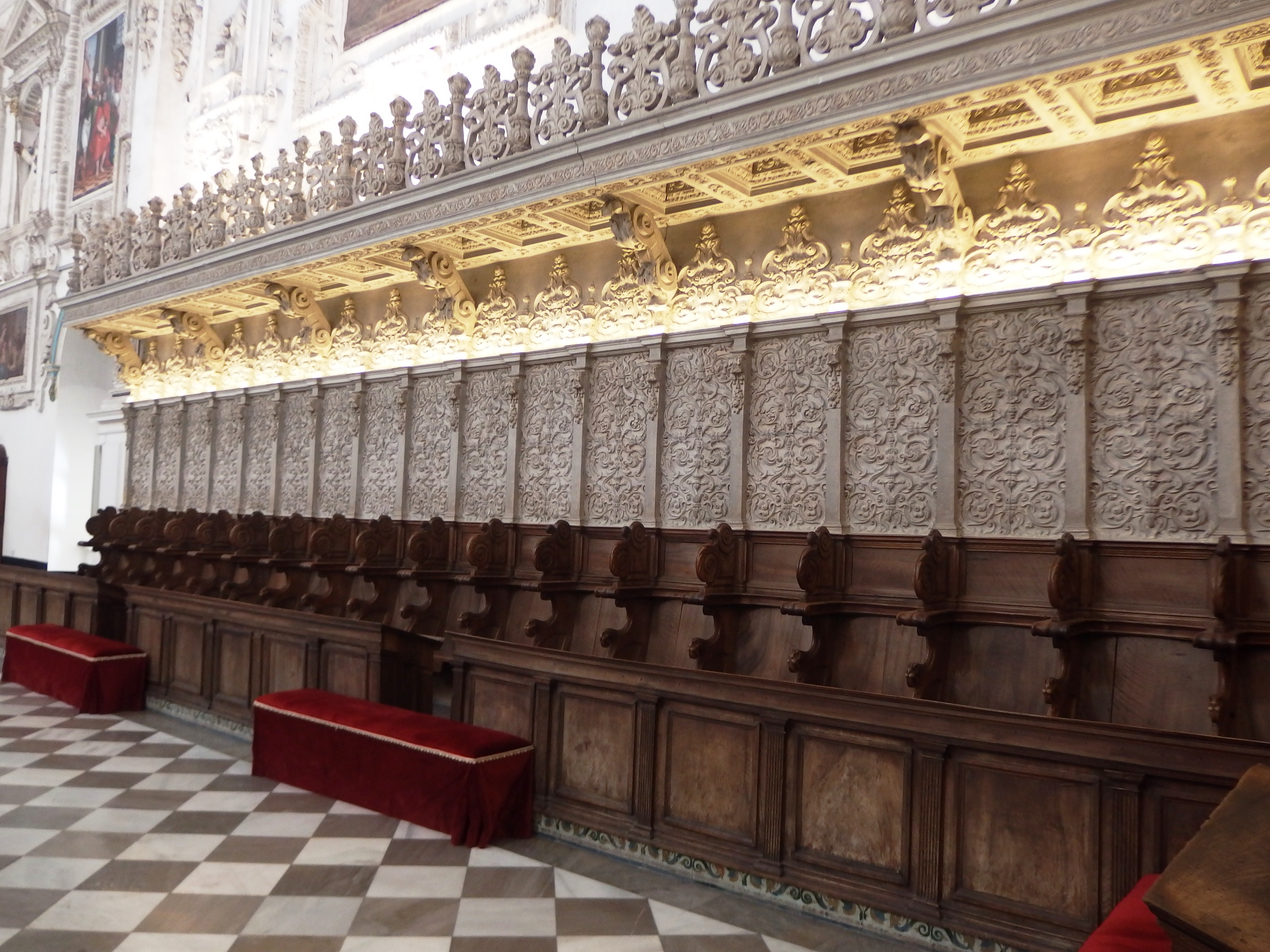
A kórus padsora
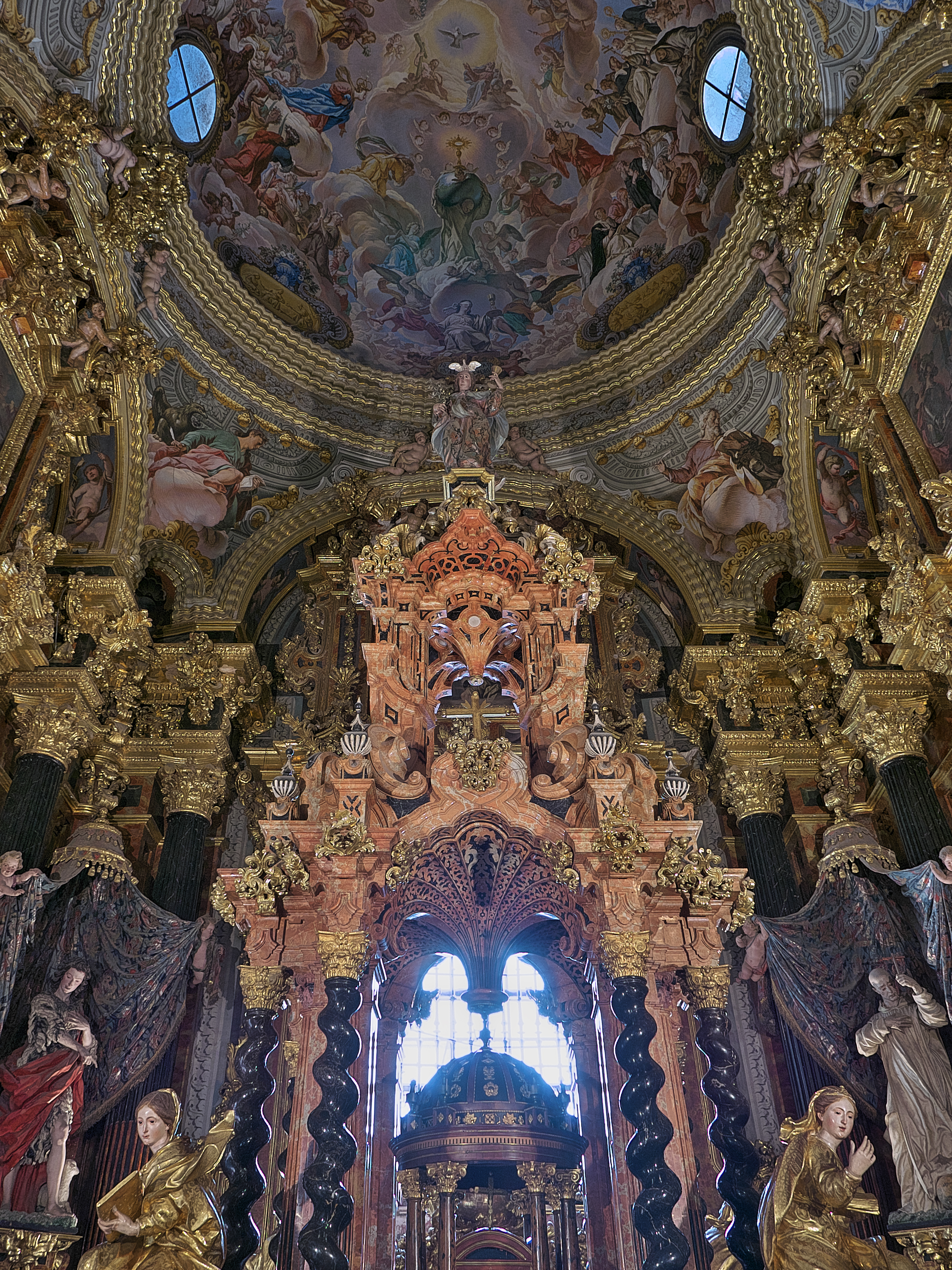
A tabernákulum
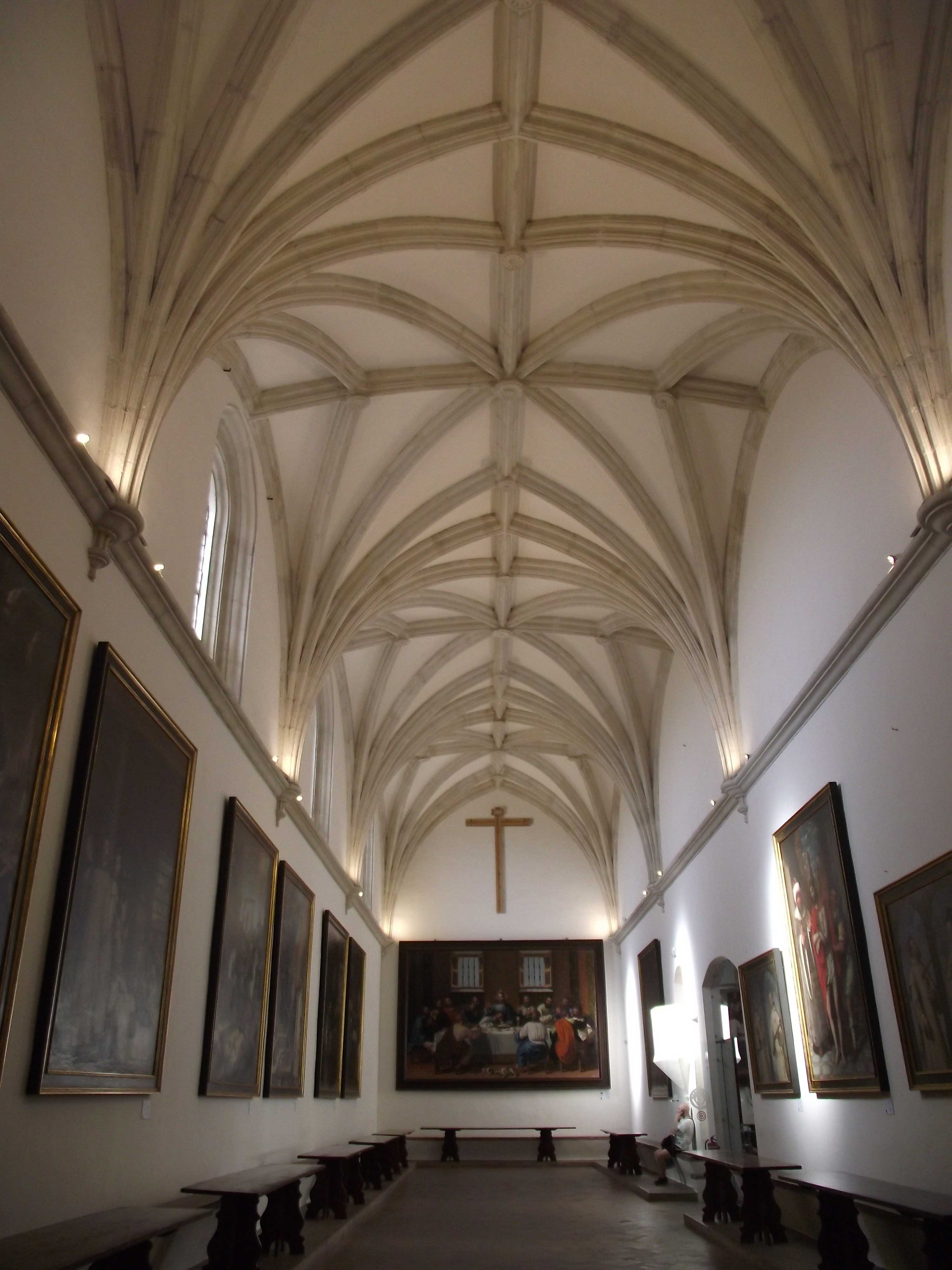
A refektórium
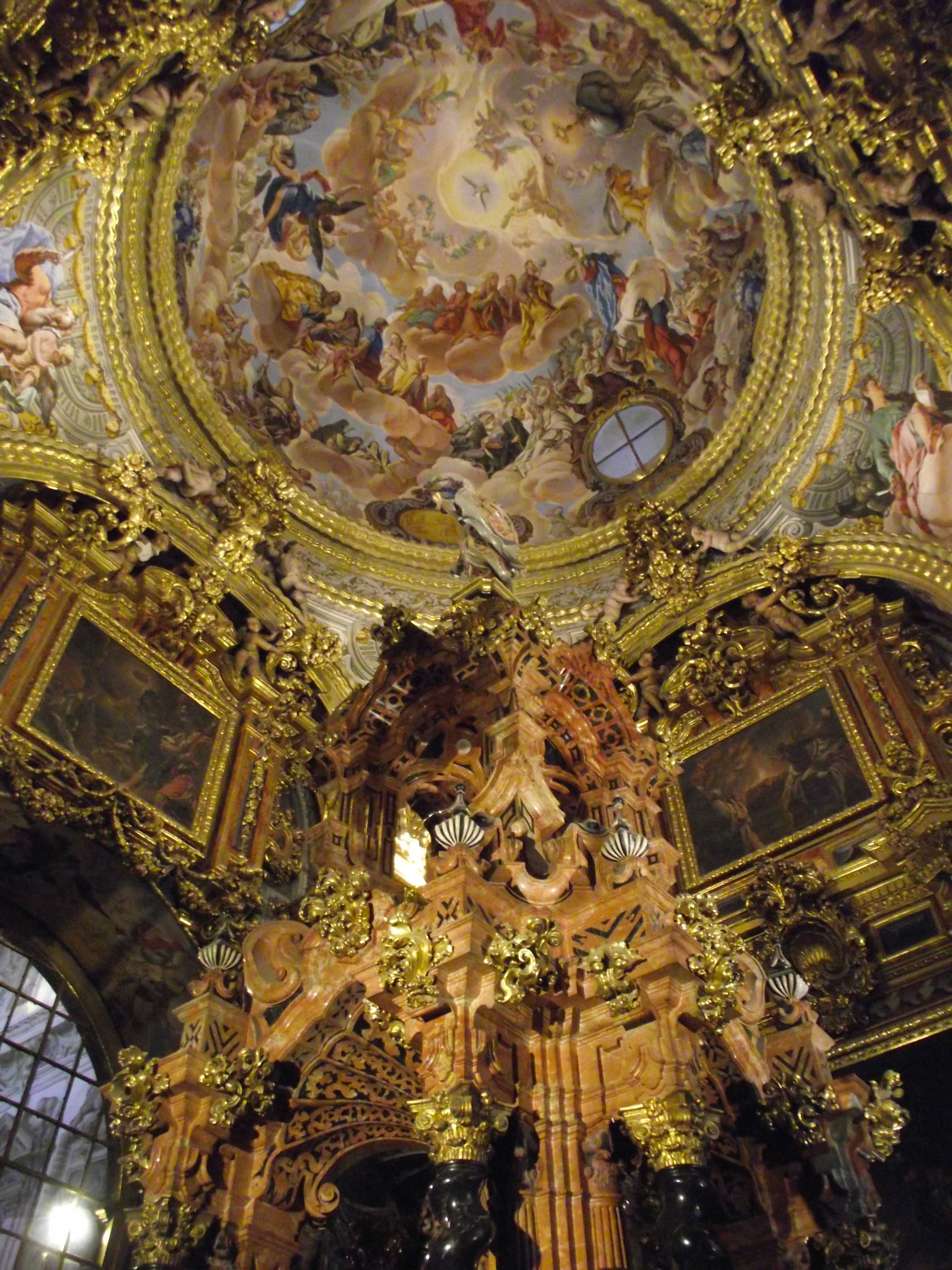
Sancta Sanctorum
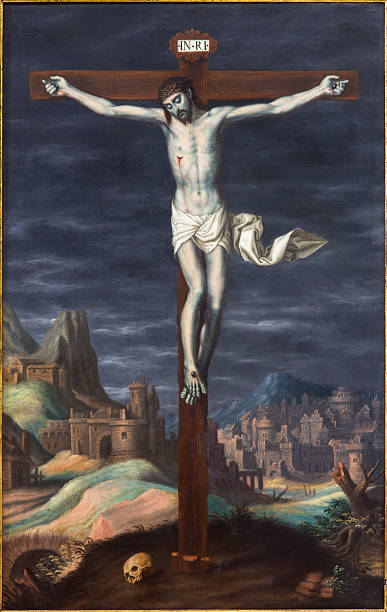
Juan Sánchez Cotán festménye: Keresztre feszítés